# Municipio de Short Mountain
El municipio de Short Mountain (en inglés: Short Mountain Township) es un municipio ubicado en el condado de Logan en el estado estadounidense de Arkansas. En el año 2010 tenía una población de 5011 habitantes y una densidad poblacional de 30,26 personas por km².

## Geografía
El municipio de Short Mountain se encuentra ubicado en las coordenadas 35°18′26″N 93°43′49″O / 35.30722, -93.73028. Según la Oficina del Censo de los Estados Unidos, el municipio tiene una superficie total de 165.61 km², de la cual 158.55 km² corresponden a tierra firme y (4.26%) 7.06 km² es agua.

## Demografía
Según el censo de 2010, había 5011 personas residiendo en el municipio de Short Mountain. La densidad de población era de 30,26 hab./km². De los 5011 habitantes, el municipio de Short Mountain estaba compuesto por el 91.68% blancos, el 3.69% eran afroamericanos, el 0.74% eran amerindios, el 1.2% eran asiáticos, el 0.02% eran isleños del Pacífico, el 0.94% eran de otras razas y el 1.74% pertenecían a dos o más razas. Del total de la población el 2.02% eran hispanos o latinos de cualquier raza.